# トーキングフルーツ
『トーキングフルーツ』は、フジテレビ制作のトーク番組。制作局のフジテレビでは2016年11月9日から2018年3月21日まで毎週水曜日の0:25 - 0:55（火曜日深夜）に放送されていた。司会を務める古舘伊知郎の冠番組であり、「フルーツ」は古舘のことを指している。

## 概要
本番組の番組タイトルは、2016年6月に恵比寿アクトスクエアで行われた古舘伊知郎のトークイベント「微妙な果実～トーキングフルーツ」から採られている。
フジテレビ編成部長(当時)の宮道治朗は「この番組で、本来の古舘さんの姿に戻ってもらいたい。古舘さんは報道の顔という一面もありますが本来はアナーキーな方。テレビのバラエティー番組やテレビ全体の期待値が、視聴者の想定を超えられない中、視聴者の皆さんのイメージを壊すバラエティーとして期待してもらいたい」と述べている。また、同じ古舘がMCを務める同趣旨の番組『フルタチさん』（2016年11月6日から2017年9月17日まで、日曜19:00 - 20:54に放送）とも連動した企画もあった。
本番組は『フルタチさん』同様、番組製作スタッフはフジテレビ第2制作に所属する人物だけでなく、塩田千尋などの同局情報制作センター所属の人物も加わっている。
本番組第1回目のロケ地は、古館の出生の地でもある、滝野川で行われている。
2018年3月21日をもって終了。なお、最終回は1時間スペシャル（0:25 - 1:25）でゲストは春風亭昇太と三谷幸喜。番組の最後に65個の果実として全ゲスト64組紹介した後、最後の果実として古舘が紹介された。

## 出演者

### 司会
- 古舘伊知郎

## スタッフ
- ナレーション：桑原礼佳
- 構成：樋口卓治、そーたに、林賢一、安田聡太
- CAM：小林重徳
- VE：大塚高矢
- AUD：小玉秀人、渋谷裕之（渋谷→一時離脱→復帰）
- 照明：楢橋秀満
- 編集：榎本祐紀
- MA：土屋信、渡邊優久
- 音響効果：岡田淳一
- 美術プロデューサー：平井秀樹
- 美術デザイン：齋田崇史
- 美術進行：鈴木真吾
- メイク：山田かつら
- CG制作：木本禎子、武井裕介
- 技術協力：fmt、IMAGICA、東京オフラインセンター
- TK：高木美紀
- デスク：榎本かすみ
- AP：河合ちはる
- FD：林奈実
- ディレクター：平野隼人、佐藤野枝
- プロデューサー：塩田千尋・西村陽次郎（いずれも情報制作局）、東園基臣（編成部）、松本祐紀（制作センター第二制作室）
- 演出：田村優介
- チーフプロデューサー：中嶋優一
- 制作協力：古舘プロジェクト
- 制作著作：フジテレビ

### 過去のスタッフ
- AUD：加瀬悦史
- デスク：吉岡沙織
- FD：内海良直

## ネット局と放送時間
| 放送対象地域   | 放送局             | 系列           | 放送期間                      | 放送日時                     | ネット状況 | 備考     |
| -------------- | ------------------ | -------------- | ----------------------------- | ---------------------------- | ---------- | -------- |
| 関東広域圏     | フジテレビ         | フジテレビ系列 | 2016年11月9日 - 2018年3月21日 | 水曜 0:25 - 0:55（火曜深夜） | 制作局     | 制作局   |
| 岩手県         | 岩手めんこいテレビ | フジテレビ系列 | 2016年11月9日 - 2018年3月21日 | 水曜 0:25 - 0:55（火曜深夜） | 同時ネット |          |
| 宮城県         | 仙台放送           | フジテレビ系列 | 2016年11月9日 - 2018年3月21日 | 水曜 0:25 - 0:55（火曜深夜） | 同時ネット |          |
| 福島県         | 福島テレビ         | フジテレビ系列 | 2016年11月9日 - 2018年3月21日 | 水曜 0:25 - 0:55（火曜深夜） | 同時ネット |          |
| 長野県         | 長野放送           | フジテレビ系列 | 2016年11月9日 - 2018年3月21日 | 水曜 0:25 - 0:55（火曜深夜） | 同時ネット |          |
| 高知県         | 高知さんさんテレビ | フジテレビ系列 | 2016年11月9日 - 2018年3月21日 | 水曜 0:25 - 0:55（火曜深夜） | 同時ネット |          |
| 静岡県         | テレビ静岡         | フジテレビ系列 | 2016年11月9日 -               | 水曜 1:00 - 1:30（火曜深夜） | 遅れネット | [ 注 1 ] |
| 北海道         | 北海道文化放送     | フジテレビ系列 | 2016年11月9日 -               | 日曜 2:00 - 2:30（土曜深夜） | 遅れネット | [ 注 1 ] |
| 中京広域圏     | 東海テレビ         | フジテレビ系列 | 2016年11月9日 -               | 土曜 2:35 - 3:05（金曜深夜） | 遅れネット | [ 注 2 ] |
| 島根県・鳥取県 | 山陰中央テレビ     | フジテレビ系列 | 2016年11月9日 -               | 水曜 1:20 - 1:50（火曜深夜） | 遅れネット | [ 注 3 ] |
| 福岡県         | テレビ西日本       | フジテレビ系列 | 2016年11月9日 -               | 水曜 2:25 - 2:55（火曜深夜） | 遅れネット | [ 注 4 ] |
| 熊本県         | テレビ熊本         | フジテレビ系列 | 2016年11月24日 -              | 木曜 0:25 - 0:55（水曜深夜） | 遅れネット |          |

### 過去のネット局
- テレビ新広島（TSS） - 放送開始から同時ネットで水曜 0:25 - 0:55（火曜深夜）に放送されていたが、2017年3月15日で打ち切られた。
- 新潟総合テレビ（NST） - 2016年11月22日から遅れネットで火曜 1:00 - 1:30（月曜深夜）に放送されていたが、2017年3月21日（フジテレビ2017年3月8日放送分）で打ち切られた。なお、打ち切り後も単発での放送実績があり、最終回が2018年5月23日 2:00 - 3:00に放送された。
- 岡山放送（OHK） - 放送開始から同時ネットで水曜 0:25 - 0:55（火曜深夜）に放送されていたが、2017年9月13日で打ち切られた。